# Вакаруа, Рима
Рима Шейн Вакаруа-Ноэма (англ. Rima Shane Wakarua-Noema, родился 25 марта 1976 года) — итальянский регбист новозеландского происхождения, выступавший на позиции флай-хава. Один выдающихся полузащитников итальянского регби.

## Биография
Уроженец города Норт-Шор провинции Окленд. Отец — маориец по происхождению, в прошлом регбист и игрок третьей линии, мать — шотландка. Начинал карьеру в сборной провинции Норт-Харбор под руководством Франо Ботики, в 1999 году переехал в Италию. Первым клубом в Италии для Вакаруа стала «Леонесса» из Брешии, которая благодаря четырём победам подряд вышла из Серии А и в 2003 году попала в Супер 10.
В 2002 году Вакаруа прошёл официальную натурализацию по правилам Международного совета регби и получил право выступать за сборную Италии. В 2003 году его включил в состав сборной Италии на чемпионат мира в Австралии главный тренер Джон Кируэн. Дебют для Вакаруа на чемпионате мира состоялся в игре против Тонга, где он набрал 21 очко, трижды успешно проведя реализацию и пять раз забив со штрафных. В 2004 году Пьер Бербизье включил Вакаруа в состав сборной на Кубок шести наций, а также на осенние тест-матчи 2004 и 2005 года. В ноябре 2005 года Вакаруа провёл последнюю игру за сборную: всего в 11 встречах он набрал 99 очков благодаря 15 реализациям, одному дроп-голу и 22 штрафным.
В 2005 году он перешёл в клуб «ГРАН Парма», где установил рекорд по набранным очкам за матч: 23 декабря 2006 года в игре против «Альмавива Капитолина» он набрал 48 очков, четыре раза занеся попытки, пять раз проведя реализации и пробив 6 штрафных — это принесло его команде победу 58:20. Более того, он в ноябре 2007 года набрал своё 1000-е очко в клубной карьере. В конце сезона 2008/2008 Вакаруа ушёл в «Кавальери Прато» в серии А1, а через 4 года после перехода клуба в Эччеленцу 2011/2012, он стал играющим тренером «Прато Сесто» в Серии Б.